# Vincenzo Modica (partigiano)
Vincenzo Modica (Mazara del Vallo, 18 ottobre 1919 – Torino, 9 gennaio 2003) è stato un partigiano italiano.

## Biografia
Vincenzo Modica nacque a Mazara del Vallo il 18 ottobre 1919 da una famiglia di piccoli proprietari terrieri. Il padre Giovanni conduceva l’attività agricola, i fratelli Nicola, Giuseppe e la sorella Caterina aiutavano i genitori nell'attività. In gioventù Vincenzo seguì il precetto fascista: fu figlio della lupa, balilla e avanguardista, partecipando al sabato fascista. Nel 1937 andò con alcuni suoi amici a Trapani ad ascoltare il Duce. Fu l’unico in famiglia ad intraprendere gli studi universitari e si iscrisse all’Orientale di Napoli.
Nel 1941 fu chiamato alle armi presso il 22º reggimento artiglieria di Trapani. Successivamente partì volontario e nel 1942 entrò nella Scuola dell’Arma di Cavalleria di Pinerolo, dove diventò ufficiale di complemento. Qui fece l’incontro che avrebbe cambiato la sua vita, conobbe il tenente Pompeo Colajanni, anche lui siciliano e venne anche in contatto con l’ambiente antifascista di Antonio Giolitti e Augusto Monti. L’otto settembre del ‘43, senza dubbi, disertò. Col nome di battaglia Petralia e come vice di Pompeo Colajanni entrò nelle nascenti fila partigiane che sarebbero poi diventate le Brigate Garibaldi. Nel maggio del 1944, all’atto della formazione della divisione Garibaldi Piemonte, fu nominato comandante della 4ª brigata Cuneo e nel novembre dello stesso anno comandante della I divisione Leo Lanfranco. Una settimana prima dell'insurrezione generale diresse l'attacco dei partigiani contro i fascisti asserragliati a Chieri, liberando la cittadina. Il 6 maggio del ’45, nella piazza Vittorio Veneto di Torino, ebbe l’onore di essere, seppur ferito, l’alfiere porta bandiera della manifestazione conclusiva dell’esperienza partigiana.
Alla fine della guerra, Vincenzo Modica tornò a Mazara del Vallo per un periodo che fu breve perché ben presto decise di stabilirsi a Torino, dove si sposò e si dedicò a diverse attività imprenditoriali. Nel 2002 pubblicò un testo di memorie dal titolo Dalla Sicilia al Piemonte. Storia di un comandante partigiano. Morì a Torino il 9 gennaio 2003.